# Yarek Gasiorowski
Yarek Gasiorowski Hernandis (nascut el 12 de gener de 2005) és un futbolista professional valencià que juga com a central al PSV.

## Biografia
Gasiorowski va néixer al país valencià de pare polonès i mare espanyola. El seu nom és una adaptació espanyola del nom polonès Jarek, ja que la primera lletra es substitueix per Y per mantenir el polonès ([ ja ]) en comptes de la pronunciació espanyola ([ xa ]).

## Carrera de club
Gasiorowski va provar amb el València el 2012 i es va incorporar a la seva acadèmia poc després. El 4 d'agost de 2022, va signar un contracte professional amb el club per 3+2 anys. El setembre de 2022, va ser nomenat pel diari anglès The Guardian com un dels millors jugadors nascuts el 2005 a tot el món.

## Carrera internacional
Gasiorowski té doble nacionalitat (Espanya i Polònia) i ha rebut invitacions tant d'Espanya Sub-17 com de Polònia Sub-17. Va ser convocat en dues ocasions amb Polònia Sub-17, però ambdues convocatòries van ser evitades pel València. Després, Gąsiorowski va optar per jugar amb Espanya (el seu desconeixement del polonès va ser un dels motius).  Va ser convocat amb la selecció espanyola sub-19 el setembre de 2022.

## Estil de joc
Antigament lateral, Gasiorowski és un central al qual li agrada "treure la pilota des del darrere, acostuma a guanyar desafiaments aeris, li agrada estar físic quan cal i sempre a prop dels davanters contraris. ”És un especialista en llançaments llargs.

## Palmarès
Espanya sub-19
- Campionat d'Europa sub-19 de la UEFA: 2024[7]

Individual
- Equip del Torneig del Campionat d'Europa sub-19 de la UEFA: 2024[8]